# Carlos Alberto Peña
Carlos Alberto Peña (* 29. März 1990 in Ciudad Victoria, Tamaulipas), auch bekannt unter dem Spitznamen Gullit, ist ein mexikanischer Fußballspieler, der im Mittelfeld agiert. Er steht aktuell beim schottischen Erstligisten Glasgow Rangers unter Vertrag und spielt seit Januar 2018 auf Leihbasis beim mexikanischen Klub CD Cruz Azul.

## Leben
Peña stieß bereits als Jugendlicher zum CF Pachuca und durchlief dessen Nachwuchsbereich.  bevor er 2010 in den Kader der Erstligamannschaft der Tuzos aufgenommen wurde. Zuvor spielte er für die in der dritten Liga angesiedelten Farmteams Pachuca Júnior und Universidad del Fútbol. Mit der letztgenannten Mannschaft gewann er mehrfach die Meisterschaft dieser Liga.
Nach insgesamt 20 Erstliga-Einsätzen für Pachuca wechselte „Gullit“ im Sommer 2011 zum Zweitligisten León. Am Ende seiner ersten Saison mit den Panzas Verdes gewann er mit León die Zweitligameisterschaft und schaffte nach zehnjähriger Abstinenz die lang ersehnte Rückkehr des Traditionsvereins ins Fußballoberhaus.
León schaffte nicht nur den Klassenerhalt, sondern erreichte in seiner ersten Halbsaison 2012/13 sogar die Halbfinalspiele um die mexikanische Fußballmeisterschaft, deren doppelter Gewinn in der darauffolgenden Spielzeit folgte. Beim ersten Titelgewinn in der Apertura 2013 gehörte Peña vor allem in den Liguillas zu den wichtigsten Spielern seiner Mannschaft, der in der entscheidenden Endphase um die Meisterschaft drei Tore erzielte: zwei im Halbfinale gegen Santos Laguna (3:1 und 2:2) sowie den Führungstreffer im Finalhinspiel gegen den Vorjahresmeister América (2:0 und 3:1). In den Liguillas der Clausura 2014 war er mit je einem Tor in den Spielen gegen Deportivo Toluca (Halbfinale) und CF Pachuca (Finale) erfolgreich.
Seit Oktober 2012 gehört er auch zum Kreis der mexikanischen Nationalmannschaft.

## Erfolge
- Mexikanischer Meister: Apertura 2013, Clausura 2014
- Mexikanischer Zweitligameister: Clausura 2012
- Mexikanischer Supercup-Gewinner: 2016